# Бідність в Україні
Бідність в Україні — узагальнений показник прибутку серед різних верств населення України, які по його рівню живуть за межею бідності, тобто, із своїх прибутків не можуть забезпечити належних умов проживання, продовження роду, освітніх та медичних послуг. В Україні за методикою ООН бідними є більше 60 % населення, а за звітом МВФ, Україна вважається найбіднішою країною Європи як по валовому продукту на душу населення так і у рейтингу з найменшою зарплатою, серед працюючих — кожен 5-й є бідним.

## Спроби вирішення
Розпорядженням № 161 Кабінет Міністрів схвалив Стратегію подолання бідності. Метою Стратегії є поетапне зниження в Україні масштабу бідності, соціального відчуження та запровадження нових механізмів її запобігання.
З 2015 року в Україні здійснюється оцінка рівня бідності за немонетарним критерієм за 4‑ма з 9‑ти депривацій згідно з методологією ЄС. Держстат проводить оцінку за 4‑ма з 18-ти ознак позбавлень.
Класичним є монетарний підхід, коли межу бідності проводять у грошах.
При немонетарному підході оцінюється доступність певного набору благ. Країни ЄС визначили 9 позицій благ. Якщо з них відсутні 3 — то це люди депривовані. Якщо 4 — це крайня депривація.
Для порівняння рівень матеріальної депривації для 28 країн ЄС за підсумками 2016 року становив 16 %, а глибокої матеріальної депривації — 8 %.

### 2017
В Україні у 2017 рівень матеріальної депривації становив 42 %, глибокої матеріальної депривації — 27 %.
60 % населення України найбільше потерпало від неможливості дозволити собі неочікувані необхідні витрати за рахунок власних ресурсів.
Найбільше потерпали від економічної напруги:
- особи, які входять до складу багатодітних господарств,
- населення у віці 60 років і старше,
- сільське населення.

9 % населення потерпало від усіх трьох форм бідності:
- за відносним критерієм за витратами,
- за доходами нижче фактичного прожиткового мінімуму,
- за ознаками депривації.

Переважна більшість українців не могли дозволити собі здійснювати непередбачувані витрати.
Більше половини не мали можливості відпочивати разом з родиною принаймні упродовж одного тижня на рік.
31,7 % населення не мали коштів для купівлі призначених ліків та медичного приладдя, а 30 % — для оплати послуг лікаря та лікування в стаціонарі без проведення хірургічної операції.
47,9 % — частка витрат на харчування в бюджеті середньостатистичної сім'ї.
26,1 % — частка домогосподарств, які витрачають на харчування більш як 60 % сукупних витрат.